# 10744 Tsuruta
10744 Tsuruta è un asteroide della fascia principale. Scoperto nel 1988, presenta un'orbita caratterizzata da un semiasse maggiore pari a 2,5824881 UA e da un'eccentricità di 0,1785612, inclinata di 15,86846° rispetto all'eclittica.